# توماس ديك
توماس ديك (بالإنجليزية: Thomas Dick)‏ (و. 1774 – 1857 م) هو عالم فلك من المملكة المتحدة. ولد في دندي.
توفي عن عمر يناهز 83 عاماً.

## التعليم
تعلم في جامعة إدنبرة.